# ديرك كافتان
ديرك كافتان (بالألمانية: Dirk Kaftan)‏ هو موزع ألماني، ولد في 1972 في ماربورغ في ألمانيا.